# Nustrup Kirke
Nustrup Kirke er en kirke i landsbyen Nustrup i Nustrup Sogn, Haderslev Stift. Kirken er bygget omkring år 1100 og er flere gange ombygget og udvidet. Kirkegården er fra 1857.

## Om kirken
Nustrup Kirke er bygget omkring år 1100. Den består af en romansk apsis, kor og skib. Apsis og koret menes ombygget i senromansk-unggotisk tid omkring 1250-75. Der er våbenhus foran syddøren, og i vest er tårnet fra sengotisk tid. Kirkens er hovedsageligt bygget af munkesten. I våbenhuset er dog også brugt kvaderstensmateriale. Det ydre blev dog ombygget i 1777-78 og skalmuret med røde teglsten. Kirken er flere gange blevet restaureret blandt andet i 1951-53, hvor vinduesrammerne af jern med blysprosser afløste støbejernsrammerne fra 1853.
På syd- og østsiden af tårnet er der med jernankre fastsat årstallene 1735 og 1767. Det første årstal henviser til en reparation, det andet markerer påbegyndelsen af spiret af bly. I 1609 brændte spiret, og den nuværende er derfor opført i samme år. Klokken i tårnet er fra 1852.
I kirkens våbenhus er en mindetavle over faldne under 1. verdenskrig, der kom fra egnen og en fane fra DSK i Nustrup. Der er i kirken flere grave og mindesmærker. Kirkens altertavle er fra omkring 1475. Prædikestolen er fra omkring 1575. Dens relieffer er dog ændret i løbet af 1600-tallet. Granitdøbefonten er i romansk stil. Der har tidligere været kamin i sydgavlens venstre side; denne stammede muligvis fra ombygningen i 1777-78, men er nu nedrevet. Kirkens orgel blev leveret i 1893 og blev bygget af Marcussen & Søn, senere udvidet i 1944 og ombygget under restaurationen i 1950'erne.
Rundt om kirken ligger kirkegården, som blev placeret her i 1857. Den er senere blevet reguleret og senere igen udvidet.

## Galleri
- 2015
- Tårnet, 2015
- Tilmuret indgang fra nordsiden, den såkaldte kvindedør, 2015
- Kirkegård, 2015
- Kirketårnet, 2015